# 토머스 페어팩스
토머스 페어팩스(Thomas Fairfax, 3rd Lord Fairfax of Cameron, 1612년 1월 17일 – 1671년 11월 12일)는 토머스 페어팩스 경(Sir Thomas Fairfax)으로도 알려져 있으며, 영국의 상류층, 귀족, 정치인, 장군이자 의회 통수권자로써 잉글랜드 내전에서도 활약했던 인물이다. 노련하고 뛰어난 군사 지휘관이었던 그는 왕당파에 맞서 의회파 군대를 이끌고 승리를 거두었고, 특히 나세비 전투(Battle of Naseby)를 계기로 영국의 군사 통수권자가 되었으나, 정치적으로 더 유능하며 당시 잉글랜드 국왕 찰스 1세에 대해 훨씬 급진적인 태도를 보였던 올리버 크롬웰(Oliver Cromwell)에 의해 그 공적이 다소 가려졌다. 페어팩스는 크롬웰의 정책에 불만을 품게 되었고 이후 찰스 1세의 처형을 결정하는 공개 재판에 참여하기를 거부하였으며, 끝내 사임하고 크롬웰과는 사이가 틀어지게 되었는데, 앞서 세운 명예로운 전공과 크롬웰 사후 왕정복고에서 보인 적극적인 역할 덕분에, 페어팩스는 당시 혁명의 많은 다른 지도자들이 감수해야 했던 보복으로부터 자유로울 수 있었다. 페어팩스는 검은 머리칼과 눈매, 수척한 얼굴빛 때문에 '검은 톰'(Black Tom)이라는 별명을 얻었다.

## 초기 경력
토마스 페어팩스는 1612년 1월 17일, 요크셔 웨스트 라이딩의 일클리(Ilkley)와 오틀리(Otley) 사이에 있는 덴튼 홀(Denton Hall)에서 카메론의 제2대 페어팩스 영주(카메론의 페어팩스 영주는 스코틀랜드의 귀족 지위로, 그 당시 영국으로부터 여전히 독립되어 있었다. 그것이 그가 영국 하원에 자리할 수 있었던 이유였다) 페르디난도 페어팩스(Ferdinando Fairfax)의 장남으로 태어났다. 그가 그것을 물려받은 후 하원이 되었다. 그는 케임브리지 주의 세인트 존스 칼리지(St John's College)와 그레이스 인(Gray's Inn)에서 공부하였고(1626–1628) 네덜란드에서 개신교 신앙을 위해 싸우러 나가는 호레이스 베레 경(Sir Horace Vere)의 원정대에 자원했다.
1639년 그는 1차 주교 전쟁에서 찰스 1세와 함께 스코틀랜드에 대항하여 행진했던 요크셔 용병 부대를 지휘했는데, 전투가 벌어지기 전에 베르윅 조약(Pacification of Berwick)이 성립되어 전쟁이 끝났다. 이듬해 제2차 주교 전쟁이 벌어졌을 때 영국군은 뉴번 전투에서 대패했다. 페어팩스는 잔여 부대를 거느리고 패주했지만, 그럼에도 불구하고 1641년 1월에 앞서 세운 전공으로 기사 작위를 받았다.

## 잉글랜드 내전 이전

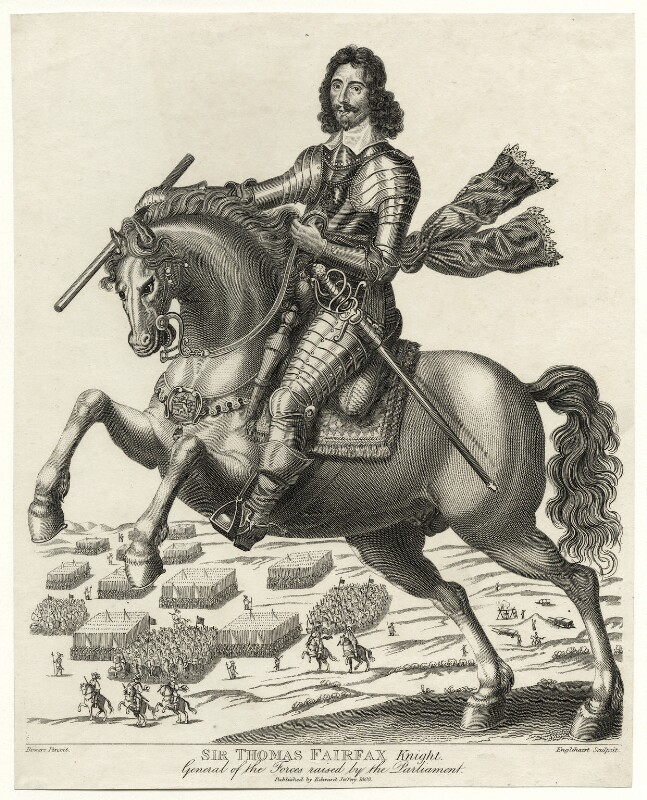
토머스 페어팩스 경, 기사(Sir Thomas Fairfax, Knight), 선조화, 1680년 제작. 런던 국립 초상화 갤러리 소장.

페어팩스 부자는 처음에는 잉글랜드 국왕 찰스 1세의 통치 하에 있었지만, 잉글랜드 왕국의 독단적인 특권에 대해서 반대했고, 토마스 페어팩스는 "그의 판단은 왕과 왕국의 위대하고 안전한 평의회로서 의회를 위한 것"(his judgment was for the Parliament as the king and kingdom's great and safest council)이라고 선언했다. 찰스 1세가 요크에서 자신의 친위대를 세우려고 노력했을 때(훗날 증명된 바와 같이 이는 군대의 중핵을 형성하기 위한 것이었다) 페어팩스는 그의 군주에게 탄원서를 제출해 "의회의 목소리에 귀를 기울여 달라"고 간청했고, 군대의 증원을 중단시키기 위한 대표로써 추천되었다. 요크 근처의 헤워스 무어(Heworth Moor)에서 찰스 1세가 소집한 요크셔의 자유주들과 농부들의 위대한 모임에서였다. 찰스 1세는 타고 있던 말을 앞으로 몰면서 탄원서를 무시하고 지나가려고 했지만, 페어팩스는 그를 따라 가서 왕의 안장 앞가리개에 탄원서를 올려놓았다.

## 잉글랜드 내전
1642년 잉글랜드 내전이 일어났을 때, 그의 아버지인 페르디난도 페어팩스 경은 북부 의회군의 장군에 임명되었고, 토마스 페어팩스는 아버지 휘하에서 기병대 중장으로 임명되었다. 부자 모두 요크셔에서 있었던 군사 작전에서 두각을 나타냈다. 1643년 찰스 1세를 지지하는 왕당파들과, 마침 태드캐스터(Tadcaster)에서 리즈(Leeds)로 향하고 있던 페어팩스 휘하의 라운드헤드 소대(a small group of Roundheads) 사이의 사소한 전투가 시크로프트(Seacroft)에서 벌어졌다. 페어팩스는 어쩔 수 없이 브램햄 무어(Bramham moor)를 가로질러 후퇴해야 했고, 시크로프트 무어 전투를 두고 '우리가 입은 가장 큰 손실'(the greatest loss we ever received)로 요약했다.
때때로 심각하게 패배하기도 했지만, 또한 성공을 거두기도 했으며, 항상 활기차고 신중하면서 지략이 뛰어났던 페어팩스 부자는 아버지와 아들은 투쟁을 지속하려 고군분투했고, 이는 요크가 영국 의회와 스코틀랜드의 연합군에 맞서고 있던 뉴캐슬 후작(the Marquess of Newcastle)에 의해 포위되었던 1644년의 위기까지도 그러했다. 루퍼트 공(Prince Rupert)은 가능한 모든 병력을 그 구원에 쏟아부었다. 몇 평방 마일 안에 위치해 있던 열성적인 국군의 집결은 자연스럽게 전투로 이어졌고, 마르스턴 무어(Marston Moor)에서의 전투(1644년 7월 2일)는 북부 잉글랜드에서의 전황을 결정지었다. 토머스 페어팩스는 이 전투에서 가장 뛰어난 용맹을 발휘했고, 비록 중상을 입었지만 올리버 크롬웰과 다른 곳에서 승리한 기병대와 합류하는데 성공했다. 그의 형제들 중 한 명인 찰스 페어팩스 대령이 이 전투에서 사망했다. 그러나 뉴캐슬 후작 등은 왕국을 떠났고, 왕족들은 그들의 과업을 수복할 모든 희망을 버렸다. 요크셔는 함락되었고, 북부 잉글랜드 대부분이 의회의 판도에 들었다.
그러나 당시 잉글랜드 서부와 남부, 남서부에서는 왕당파의 지지 세력이 여전히 강했다. 잉글랜드 내전은 2년 동안 지속되었고, 국가는 기부금 강요와 군비 과잉에 대한 불평이 나오기 시작했다. 군 지휘관들에 대한 불만이 표출되었고, 개혁을 위한 예비 단계로서, '자기 부인 조례'(the Self-denying Ordinance)가 통과되었다. 이것은 다른 의회 의원들과 함께 최고사령부에서 에섹스 백작(the Earl of Essex)을 배제한다는 내용을 포함한 것이었다. 이어 새로운 모델에 대한 조례가 뒤따랐는데, 그것은 지역적으로 봉기해 있던 의회파 연대를 새로운 통일 군대(unified army)로 대체한다는 것이었다. 토마스 페어팩스 경은 신임 총사령관으로써, 중장 겸 기병대장이 된 크롬웰과 함께 발탁되었다. 짧은 예비 작전을 거쳐, 신식 모델 군대는 그 존재를 정당화했고, 찰스 1세가 '반란군이 신임한 저 잔인한 장군'이라고 불렀던 페어팩스 경은 결정적으로 나세비 전투(1645년 6월 14일)에서 그의 총사령관으로서의 능력을 증명했다. 찰스 1세는 웨일즈로 도망쳤고, 페어팩스는 레스터를 포위했으며 튜튼, 브리지워터, 브리스톨에서 승리를 거두었다. 서부 지역에서 왕당파의 지지 기반은 완전히 줄었다.

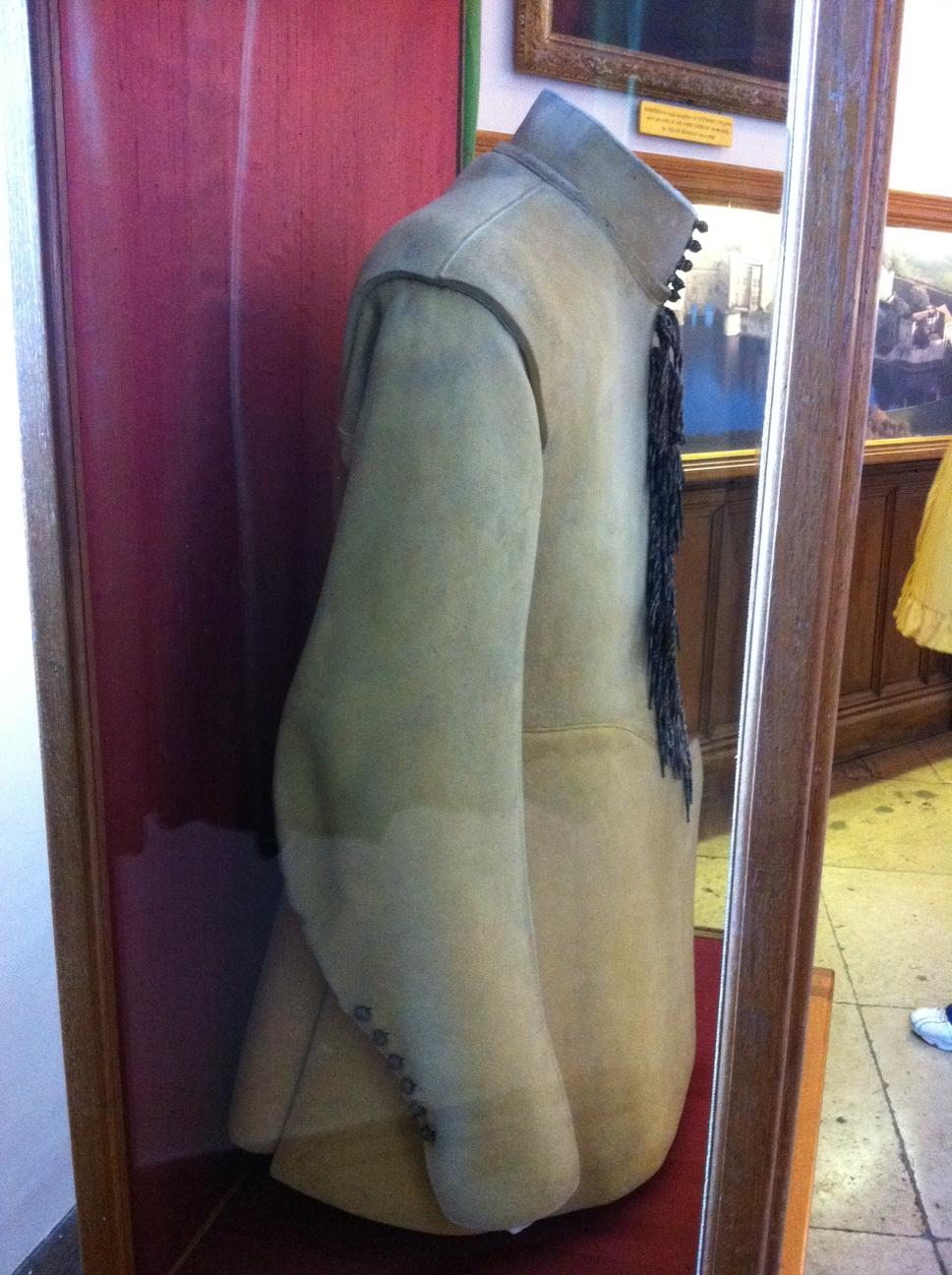
1648년 메이드스톤 전투(Battle of Maidstone)에서 페어팩스가 입었던 더블릿. 더블릿은 서양에서 14~17세기 남성들이 입던 짧고 몸에 꼭 끼는 상의를 말한다.

페어팩스가 1645년 11월 12일 런던에 도착할 때까지, 수도로 향하는 길 곳곳에서 그에 대한 환호가 이어졌다. 잉글랜드 의회의 양원 모두 그에게 감사하는 내용의 축하 연설을 행했고, 다이아몬드가 박힌 엄청난 가치의 보석함과 함께, 그리고 거액의 돈이 그에게 주어졌다.
한편 찰스 1세는 웨일즈에서 돌아와 옥스포드에 다시금 거점을 잡았다. 이곳에는 강력한 수비대가 위치해 있었다. 하지만 그는 망설이던 끝에 몰래 옥스포드를 떠나 뉴어크(Newark)로 가서 스코틀랜드 코벤터(Covenanter) 군대에 의지하였다. 옥스포드는 마지막 포위 공격 이후인 1646년 6월에 항복했고, 1646년 9월 말 페어팩스가 지휘한 월링포드 성에 대한 포위 공격 끝에 토마스 블레이지가 항복함으로써, 찰스 1세에게는 영국 내에서 그가 의지할 군대도 수비대도 남아있지 않게 되었다. 1647년 1월 찰스 1세는 그가 한때 의지했던 코벤터에 의해 잉글랜드 의회 위원들에게 넘겨졌다.
페어팩스는 노팅엄을 넘어 왕과 만났고 홀덴비(Holdenby)로 향하는 호송길을 이끌었으며, 왕에 대해 모든 면에서 최대한 배려를 베풀었다고 전해진다. 찰스 1세는 그를 '장군'(The general)이라고 불렀으며, "(페어팩스는) 명예로운 사람이며, 나에게 약속했던 약속을 지키는 자이다."(is a man of honour, and keeps his word which he had pledged to me)라고 평하였다고 한다.
왕당파의 대의가 무너지면서 의회와 국왕, 잉글랜드 국왕과 스코틀랜드, 그리고 장로교와 독립파 사이의 혼란스러운 협상 기간이 왔다. 이 협상에서 신식 군대는 곧 가장 적극적인 역할을 하기 시작했다. 그리고 신식 군대의 원수(元帥)였던 페어팩스는 자신의 장교와 의회 사이를 중재해야 할 불편한 위치에 놓이게 되었다. 6월에 왕당파 인사가 코르넷 조이스(Cornet Joyce)에게 붙잡혔는데, 그는 기병대의 소위였고, 군대의 기강 해이를 충분히 증명한 사건이었다.

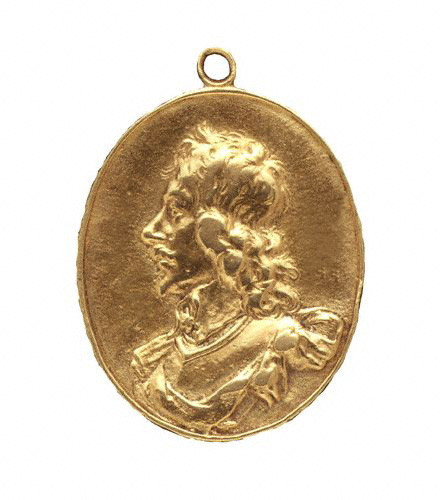
토마스 페어팩스를 묘사한 금메달, 1645년 제작. 런던 국립 초상화 갤러리(National Portrait Gallery) 소장.

페어팩스는 정치위원회 위원장으로써보다는 군인으로써 전장에서 더 많은 시간을 보냈고, 그의 장교들이 보다 급진적이고 정치적으로 기민했던 크롬웰을 중심으로 집결하고 있다는 것을 파악하고 총사령관직을 사임하려 했다. 그러나 페어팩스에게는 그의 직책을 계속해서 유지해 달라는 설득이 이어졌고, 그는 군부의 명목상의 우두머리로 남아 있었으며 그가 가진 목적의 대부분을 완수하지 못했던 동시에 때때로 가장 적극적인 지지를 받기도 하였다. 제2차 잉글랜드 내전이 발발하기 직전에 토머스 페어팩스는 아버지의 뒤를 이어 페어팩스 경 작위를 받았고 헐의 총독을 역임했다.
1648년 잉글랜드 왕당파를 상대로 한 전투에서 토머스 페어팩스는 그가 예전에 보였던 군사적 역량을 다시 한 번 드러냈다. 그리고 그의 작전은 콜체스터(Colchester)에서의 성공적인 포위 공격으로 막을 내렸다. 콜체스터가 항복한 뒤, 페어팩스는 이곳에서 왕당파 지도자인 찰스 루카스 경(Sir Charles Lucas)과 조지 리슬 경(Sir George Lisle)에 대한 처형을 승인했으며, 그의 명령을 어긴 장교들을 단속하였다. 동시에 크롬웰이 프레스톤에서 거둔 위대한 승리는 찰스 1세와 약혼한 사이였던 스코틀랜드의 코벤터 일파를 짓밟았다.
실낙원의 저자로도 유명한 존 밀턴(John Milton)은 콜체스터 공성전 와중에 자신이 쓴 소네트(시)로 신식 군대의 원수를 향해 잉글랜드 왕국의 평정을 호소했으나, 그 위기는 이제 눈앞에 다가왔다. 페어팩스는 크롬웰이나 신식 군대의 다른 지도자들과 마찬가지로 찰스의 처벌을 요구하는 데 동의했고, 그는 여전히 군대의 실질적인 수장이었다. 토머스 페어팩스의 동의는 그가 이 명예로운 숙청(Pride's Purge)이라고 불리는, 1648년 12월 6일에 있었던 신식 군대에 적대적인 것으로 간주되는 하원 의원들의 하원 입장을 군인들이 막으면서 벌어졌던 사건에는 적극적으로 참여하지 않는다는 것에 있었지만, 그러나 해당 문제의 최종적이자 가장 중대한 문제에 있어서 그는 사건을 주도한 장교들의 방침에 대해 신중하고 관대한 입장에서 반대를 표명했다. 그는 왕을 재판할 재판관들의 수장 자리에 앉혀졌고, 법정의 예비 재판관으로도 참석하였으나, 그 후에는 불참하였다. 이에 대한 가장 유력한 설명은, 재판관들이 국왕을 처형하려는 것에 대해 진지하게 생각하고 있는 것을 보았을 때 토머스 페어팩스는 이 문제에 대해 어떠한 관여도 하지 않으려 했다는 것이다.
법정으로 불려갈 때, 마을의 관리(town crier)가 페어팩스의 이름을 외쳤을 때, 그의 아내 안나 페어팩스(Anne Fairfax)는 관람석에서 "그의 이름은 그가 의석에 있을 때보다 더 빛나고 있다"(he had more wit than to be there)고 말했다고 한다. 또한 나중에 법원이 자신들이 "영국의 모든 선량한 국민들"(all the good people of England)을 위해 행동하고 있다고 말했을 때, 그녀는 "아니오, 당신들은 그들 중 백분의 일도 대표하지 않아요!"(No, nor the hundredth part of them)라고 외쳤다. 이에 그에 대한 조사가 진행되었고 앤은 법정을 떠날 것을 요구받았다. 불스트로드 화이트로케(Bulstrode Whitelocke)에 따르면 앤 페어팩스는 고등법원의 이러한 고발에 대해 참지 못하고 소리를 질렀다고 한다. 1649년 2월 페어팩스는 시렌세터(Cirencester) 의원으로 럼프 의회(Rump Parliament)에서 선출되었다. 안네는 나중에 그의 처형을 막기 위해 국왕을 대신해 중재에 나서게 되었다.
페어팩스의 군사령관으로써의 마지막 임무 수행은 1649년 5월 버포드(Burford)에서 일어난 르벨러(Leveller) 반란을 진압한 것이었다. 그는 왕정 폐지 이후의 새로운 질서를 준수했고, 주 장군으로 다시 임명되었으나, 다만 군사를 다스릴 뿐 정치에 관여하는 일은 없었다.; 1650년 스코틀랜드의 코벤터 커크를 위시한 세력이 결국 찰스 2세를 위해 선언했고, 국무원은 영국의 침공을 막기 위해 스코틀랜드에 군대를 보내기로 결정했고, 페어팩스는 그의 직위를 사임했다. 크롬웰은 그가 계속 사령관직을 수행하기를 원했지만, 페어팩스로써는 이 전쟁을 지지할 수 없었다. 크롬웰은 그의 후임자로써 "영연방 내의 의회의 권한으로 제기되거나 제기될 모든 세력의 사령관 겸 총사령관"(Captain-general and Commander-in-chief of all the forces raised or to be raised at authority of Parliament within the Commonwealth of England)으로 임명되었다.

## 전쟁 이후

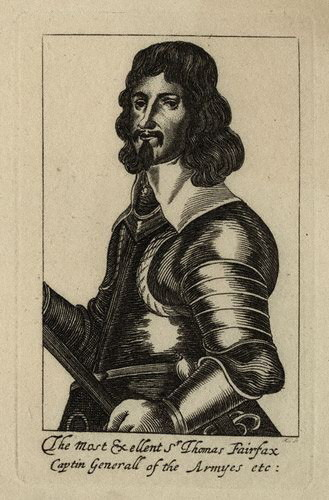
가장 훌륭한 토머스 페어팩스, 아르미예스의 대장(The Most Excellent Thomas Fairfax, Captin Generall of the Armyes etc), 동판화, 1640년대 제작. 런던 국립 초상화 갤러리 소장.

1654년에 토머스 페어팩스는 제1차 보호 의회에서 새로 설정된 웨스트 라이딩 선거구의 하원 의원으로 선출되었다. 그는 해마다 5천 파운드의 연금을 받았고 1658년 호국경이 사망할 때까지 요크셔의 누나플턴(Nunappleton) 저택에서 은퇴 생활을 했다. 누나플턴 저택과 페어팩스의 은퇴는 앤드류 마벨의 전원시 어폰 애플턴 하우스(Upon Appleton House)의 주제가 되었다. 후에 영연방의 분쟁은 정치 무대에서 토머스 페어팩스 경의 존재를 상기시켰고, 1659년 그는 제3차 보호의회에서 요크셔의 하원 의원으로 선출되었다.

## 찰스 2세의 복위
최종적으로 페어팩스의 군사적 등장은 영국이라는 국가의 미래를 구상하는 데에 큰 도움이 되었고, 조지 몽크(George Monck)가 존 램버트(John Lambert)의 군에 맞서 수행할 작전에 그를 초빙하기도 했다. 1659년 12월 토머스 페어팩스는 요크셔 젠트리들의 선두에 섰으며, 그의 이름과 명성에 영향을 받은 1,200명의 기병이 램버트를 떠나 그에게 합류하기도 했다. 이것은 곧장 램버트의 모든 세력의 붕괴로 이어졌고, 왕정복고의 발판이 되었다. 이러한 행동들 때문에, 잉글랜드 내전에서 그가 보였던 명예로운 행동과 함께 토머스 페어팩스는 왕당파들의 의회파에 대한 보복의 광풍을 피해갈 수 있었다. 1660년 4월 페어팩스는 가의회(컨벤션 팔리아멘트)에서 요크셔 주 의원으로 재선된다. 그는 찰스 2세를 감시하기 위해 하원에 의해 지명된 위원회의 수장으로 임명되었고, 헤이그에서 그의 조속한 귀환을 촉구했다. 페어팩스는 찰스가 대관식에서 탔던 말을 제공하기도 하였다.
토머스 페어팩스 경은 그의 남은 11년의 여생을 은퇴 후 요크셔에 있는 그의 영지에서 보냈다. 그의 아내 안나는 1665년에 사망했고 토머스 페어팩스는 누나플턴에서 1671년에 사망했다. 사후 그는 빌브로(Bilbrough), 요크 가까운 곳에 묻혔다.

## 저작
토머스 페어팩스는 문학에 취미가 있었다. 그는 성경의 시편들 가운데 일부를 번역했고, 고독, 기독교적 전쟁, 짧은 생명 등에 관한 시를 썼다. 숨을 거두기 1, 2년 전부터 그는 두 개의 기록을 집필하였는데, 하나는 1642년부터 1644년까지 그가 관여했던 잉글랜드 북부에서의 군사 행동에 관한 것이고, 다른 하나는 그가 지휘관으로 재임하던 중에 있었던 일부 사건에 관한 것이었다. 요크와 옥스포드에서 그는 현지의 도서관을 약탈로부터 구해내기 위해 노력했고, 그로 인해 보들리 도서관의 희귀본 자료들이 대거 보존될 수 있었다. 토머스 페어팩스의 서신은 G.W. 존슨(G.W. Johnson)에 의해 편집되어 1848-49년에 전4권으로 출판되었다.
형이상학적인 시인 앤드류 마벨(Andrew Marvell)은 "애플턴 하우스, 마이 로드 페어팩스"(Upon Appleton House, To My Lord Fairfax)라는 시를 썼는데, 제목이 가리키는 것은 명목상으로는 페어팩스의 저택이지만, 그가 살았던 시대와 그의 성격까지도 다루고 있었다.

## 가족

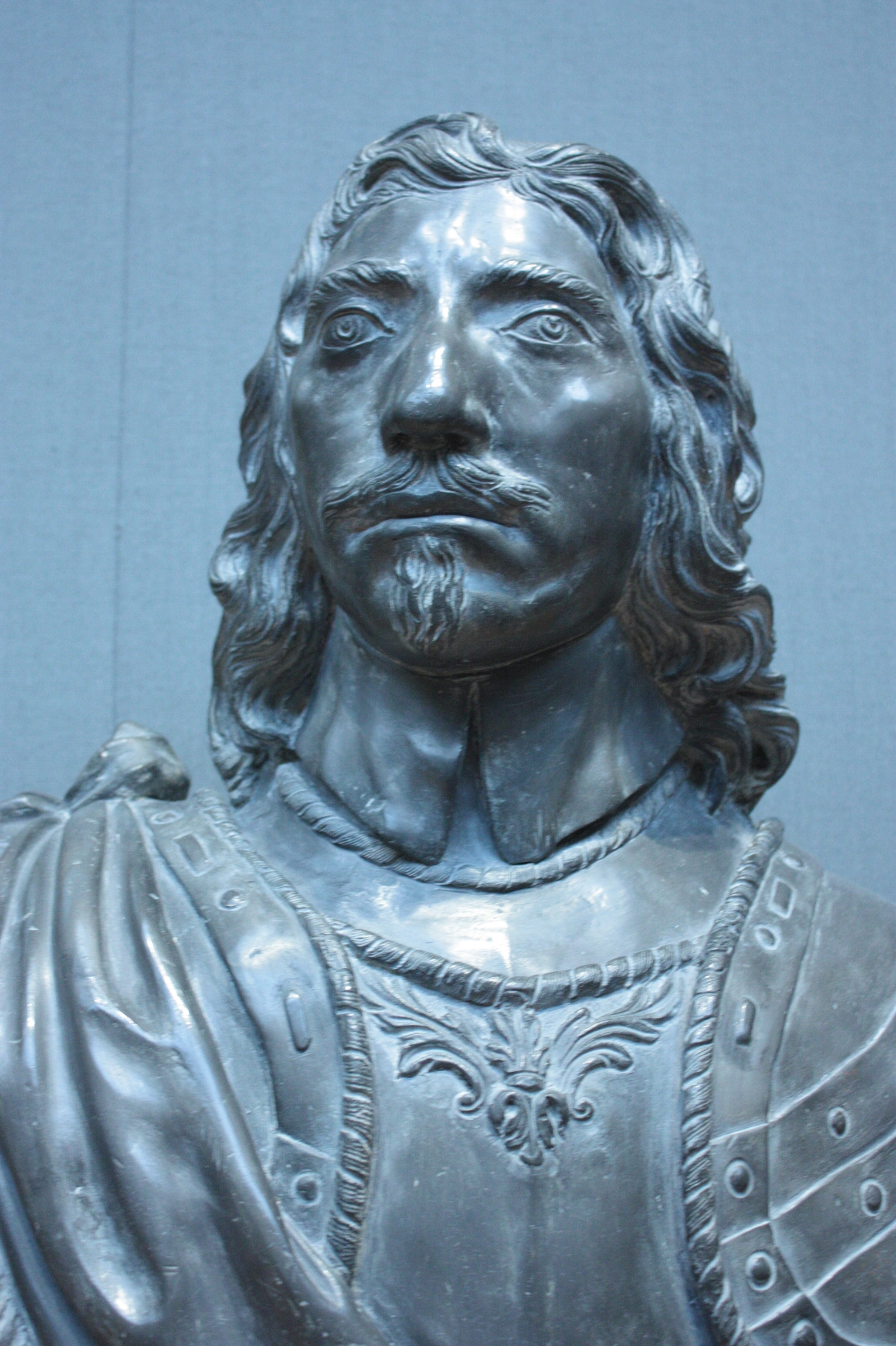
토머스 페어팩스의 흉상. 1650년 제작. 런던 국립 초상화 갤러리 소장.

페어팩스의 아내 앤 드 베레 부인(Hon. Anne de Vere)는 1637년 6월 20일 틸버리의 제1대 베레 남작 호레이스 베레(Horace Vere)와 메리 트레이시(Mary Tracy)의 딸로 태어났다. 그들에게는 딸 메리 페어팩스 부인(Hon. Mary Fairfax (30 July 1638 – 20 October 1704)가 있었는데, 훗날 2대 버킹엄 공작(Duke of Buckingham) 조지 빌리어스(George Villiers)와 결혼하였다.
토머스 페어팩스 경이 지니고 있었던 카메론의 페어팩스 경 작위는 사촌 헨리 페어팩스(Henry Fairfax, 4대)에 의해 계승되었다.

## 분석
군인으로서 토머스 페어팩스는 치열한 전투 속에서 정확하고 계획적으로 움직였으며 "너무도 활발하게 움직이느라 그에게 말을 걸 사람이 없을 정도였다"(so highly transported that scarce any one durst speak a word to him)고 평가될 정도였다. 그는 자신의 부하와 적과의 거래에 있어서 기사도 정신을 발휘했으며, 빈틈없는 사람이었다. 명예와 양심도 마찬가지로 토머스 페어팩스의 공, 사적인 성격의 특징이었다. 그러나 그의 겸손과 권력에 대한 불신은 군인으로서는 몰라도 정치가로서는 부족한 것이었고, 찰스 1세에 대한 민중의 반감을 조종해 그의 처형을 이끌어낼 정도로 정치적인 재능이 그에 비해 훨씬 뛰어났던 동료 올리버 크롬웰에 의해 가려져 전시와 평시 모두에서 불리해지게 된다. 심지어 범죄자로써 수배되기도 했다.

## 인용문
1. 1 2  Plant 2005, Sir Thomas, Lord Fairfax 1612–1671.
2. ↑  Cotterill 2004, 110쪽 footnote 22, cites Gibbs 1938, 4쪽
3. ↑  〈Fairfax, Thomas (FRFS626T)〉. 《케임브리지 동문 데이터베이스》. 케임브리지 대학교.
4. 1 2 3 4 5 6 7 8  Chisholm 1911, 131쪽.
5. 1 2 3 4 5 6  Chisholm 1911, 130쪽.
6. ↑  Cooke, D. (2004). 《The Civil War in Yorkshire: Fairfax Versus Newcastle》. Casemate Publishers. 52쪽. ISBN 1844150763. 2019년 8월 3일에 확인함. Sir Thomas Fairfax summed up the Battle of Seacroft Moor as 'the greatest loss we ever received'.
7. ↑  Hutchinson, A. (2019년 6월 11일). “A - Z of Leeds”. Yorkshire Evening Post. 2019년 8월 3일에 확인함. B is for Beechwood - Ancestral home of a Leeds dynasty which has links to Kate Middleton and Sir Thomas Fairfax, who helped win English Civil War for Oliver Cromwell. Today the mansion is used as offices but it was once the family home of the Luptons.
8. 1 2  Wedgewood, C.V. The Trial of Charles I
9. 1 2 3  Jacqueline Eales, ‘Fairfax , Anne, Lady Fairfax (1617/18–1665)’, Oxford Dictionary of National Biography, Oxford University Press, 2004 accessed 10 April 2017
10. 1 2 3 4  Helms & Cruickshanks 1983
11. ↑  Fairfax & Reed 1909.
12. ↑  Firth 1889, 149쪽.
13. ↑  Marvell, Andrew. “Upon Appleton House, to my Lord Fairfax”. Luminarium. 2017년 8월 6일에 확인함.
14. ↑  “Henry Fairfax, 4th Lord Of Cameron”. Harrison Genealogy Repository. 2017년 8월 6일에 확인함.
15. ↑  Chisholm 1911, 131쪽 quotes Whitelocke

## 참고 문헌
Cotterill, Anne (2004), 《Digressive voices in early modern English literature》, Oxford University Press, 110쪽, ISBN 978-0-19-926117-8 cites
Fairfax, Thomas; Reed, Edward Bliss (1909), 《The poems of Thomas, third lord Fairfax from Ms. Fairfax 40 in the Bodleian library, Oxford》, New Haven, Conn.: Pub. under the auspices of Yale university
Gibbs, M. A. (1938), 《The Lord General: A life of Thomas Fairfax》, Drummond, 4쪽
Helms, M. W.; Cruickshanks, Eveline (1983), 〈Fairfax, Thomas, 3rd Lord Fairfax of Cameron [S] (1612–71), of Nun Appleton, Yorks.〉,   Henning, B. D., 《The History of Parliament: the House of Commons 1660–1690》, Boydell and Brewer, 2021년 9월 21일에 원본 문서에서 보존된 문서, 2020년 12월 17일에 확인함
Hopper, Andrew (2007), 《Black Tom: Sir Thomas Fairfax and the English Revolution》 illurat판, Manchester University Press, 174쪽, ISBN 9780719071096
Mosley, Charles, 편집. (2003), 《Burke's Peerage, Baronetage & Knightage》 1 107판, Wilmington, Delaware, U.S.A.: Burke's Peerage, 1373쪽
Plant, David (2005년 6월 21일), 《Sir Thomas, Lord Fairfax 1612–1671》, british-civil-wars.co.uk, 2020년 2월 3일에 원본 문서에서 보존된 문서, 2011년 5월 17일에 확인함.
저작자 표시
 이 글은 퍼블릭 도메인: Firth, Charles Harding (1889). 〈Fairfax, Thomas (1612-1671)〉.   Stephen, Leslie. 《영국인명사전》 18. 런던: Smith, Elder & Co. 141–149쪽. 에서 나온 글과 연관되어 있습니다.
 본 문서에는 현재 퍼블릭 도메인에 속한 브리태니커 백과사전 제11판의 내용을 기초로 작성된 내용이 포함되어 있습니다.